# پل گچوییه
بقایای پل گچوییه مربوط به دوره ساسانیان است و در شهرستان بستک، بخش جناح، دهستان فرامرزان، روستای گچوییه واقع شده و این اثر در تاریخ ۱۲ شهریور ۱۳۸۶ با شمارهٔ ثبت ۱۹۴۵۶ به‌عنوان یکی از آثار ملی ایران به ثبت رسیده است.